# Аракуль (озеро)
Аракуль — озеро в Челябинской области, располагается на границе Верхнеуфалейского городского округа и Каслинского района. Озеро относится к бассейну Течи, расположено посередине между хребтами Тёплые горы и Вишнёвые горы.

## Этимология названия
Название «Аракуль» в переводе с башкирского означает «промежуточное озеро» или «озеро между гор». 

## География
Аракуль находится в Восточных предгорьях у северной границы Южного Урала, на севере Челябинской области, недалеко от города Верхний Уфалей и посёлка Вишнёвогорск. Площадь озера 3 км², средняя глубина — 5,3 м, наибольшая — 12 м, длина береговой линии около 9 км. Объём воды — 0,0219 км³, минерализация — 240 мг/л, по химическому составу относится к гидрокарбонатно-кальциевому типу. Высота над уровнем моря — 299,6 м. Акватория озера имеет округлую форму с довольно извилистой береговой линией. Озёрная котловина тектонического происхождения; дно песчаное, местами крупногалечное, а в понижениях заиленное; берега большей частью скалистые, высокие. На востоке озера есть безымянный остров длиной 125 метров и шириной 17 метров.
Озеро находится в нескольких километрах от водораздела.
В 1 км к юго-западу находится одноимённый скальный массив. В 2 км к юго-востоку расположены озёра Большой Каган и Малый Каган.
На западном береге в озеро впадает речка Ольховка, на востоке из озера вытекает речка Аракулька. в речных отложениях был обнаружен золотой песок и в прошлом они являлись местом промысла.

## Культурное значение
Озеро Аракуль имеет особо важное природоохранное и рекреационное значение, в 1969 году озеро признано памятником природы.
На берегах озера и в его окрестностях обнаружены стоянки угров эпохи неолита, в которых найдены каменные ножи, наконечники стрел и нуклеусы. В древних стоянках обнаружены также керамические изделия, как простые, так и с орнаментами разных культур, как лесных, так и степных, с признаками как утилитарного, так и ритуального (культового) назначения. Имеются находки медных орудий иткульской культуры. Также найдены стоянки гамаюнской культуры, самая старая из которых датируется XIII веком до нашей эры.
У расположенных неподалёку от озера Аракульских шиханов обнаружены девять стоянок древних людей с каменными объектами культового назначения.

## Галерея

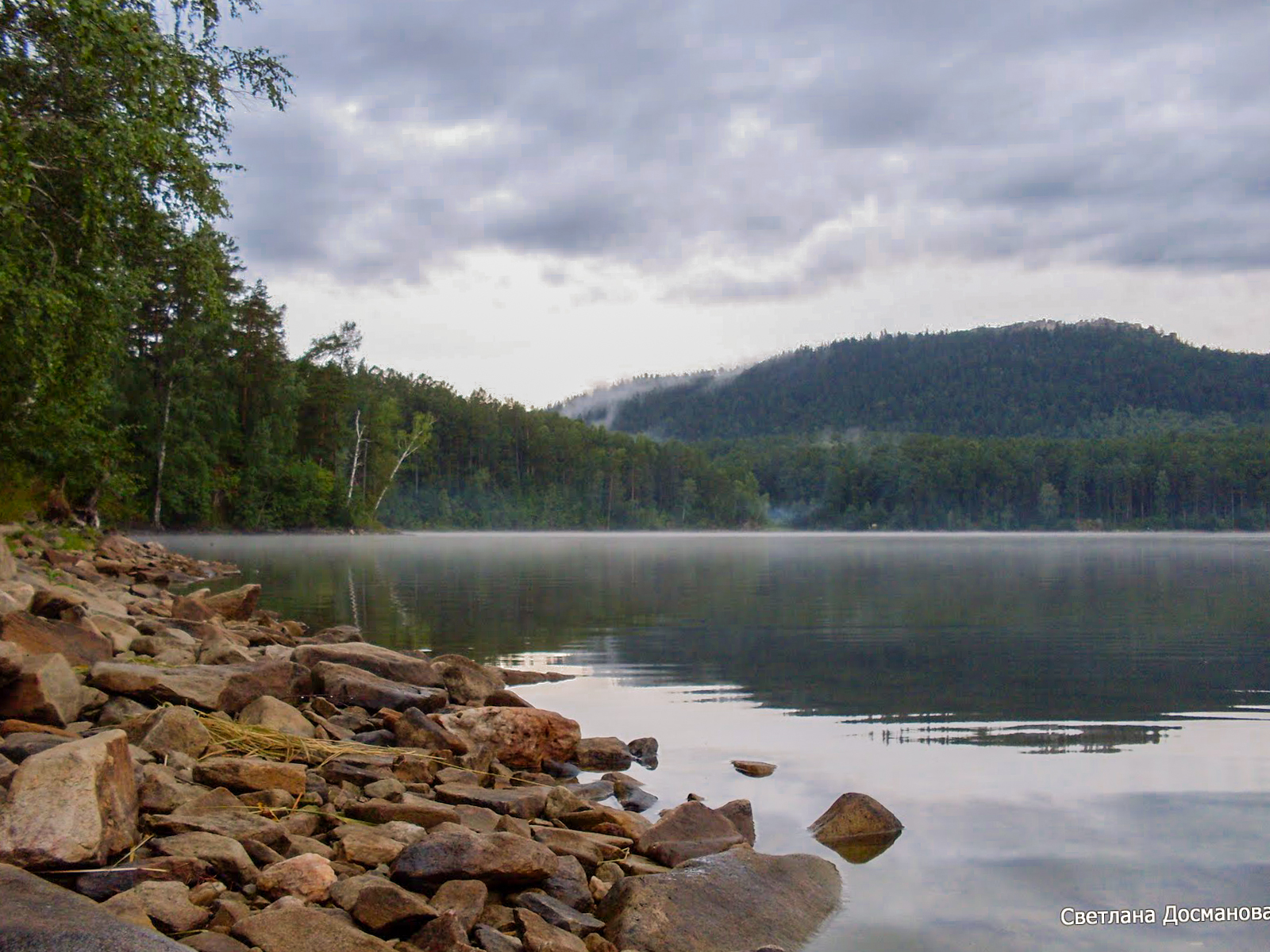
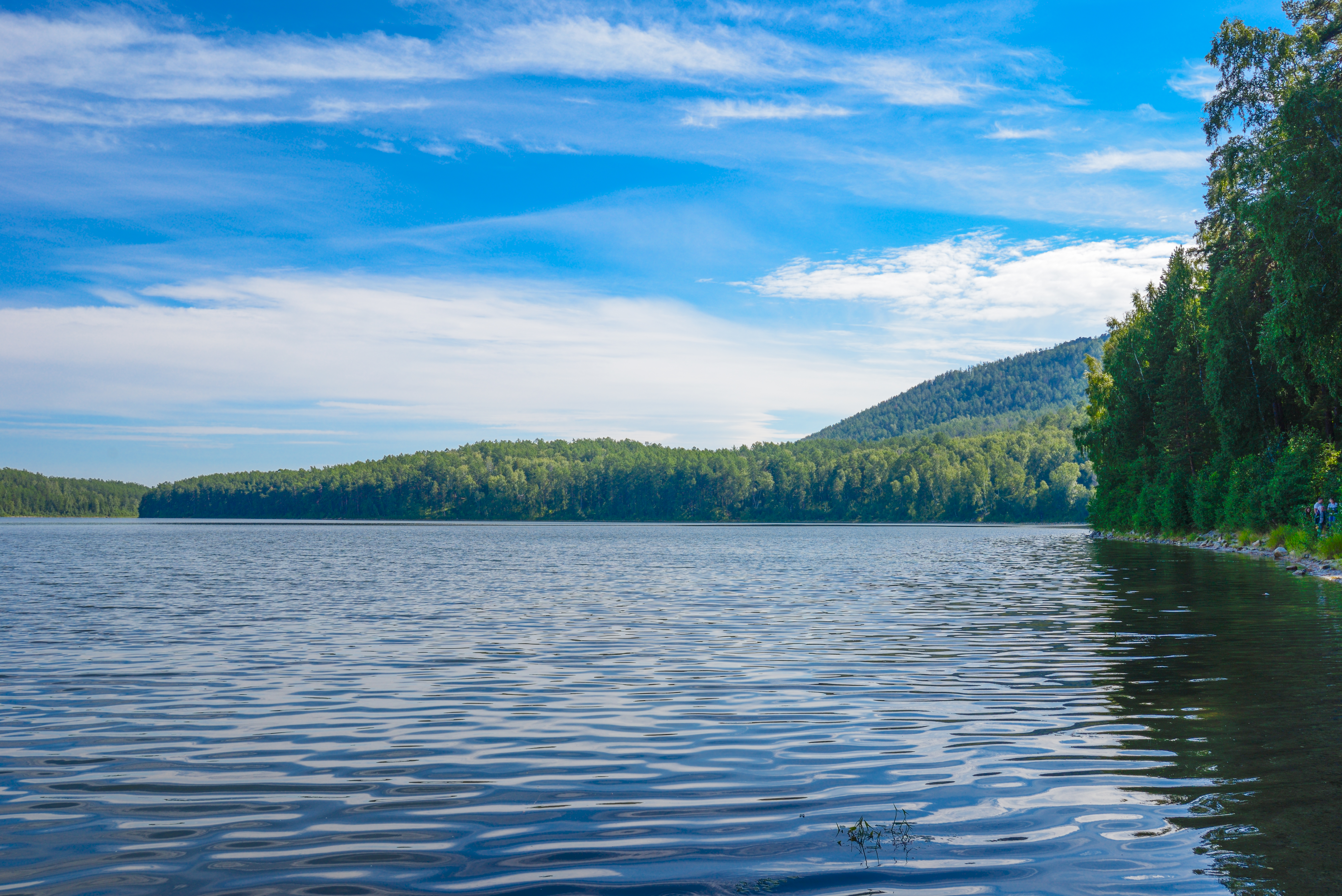
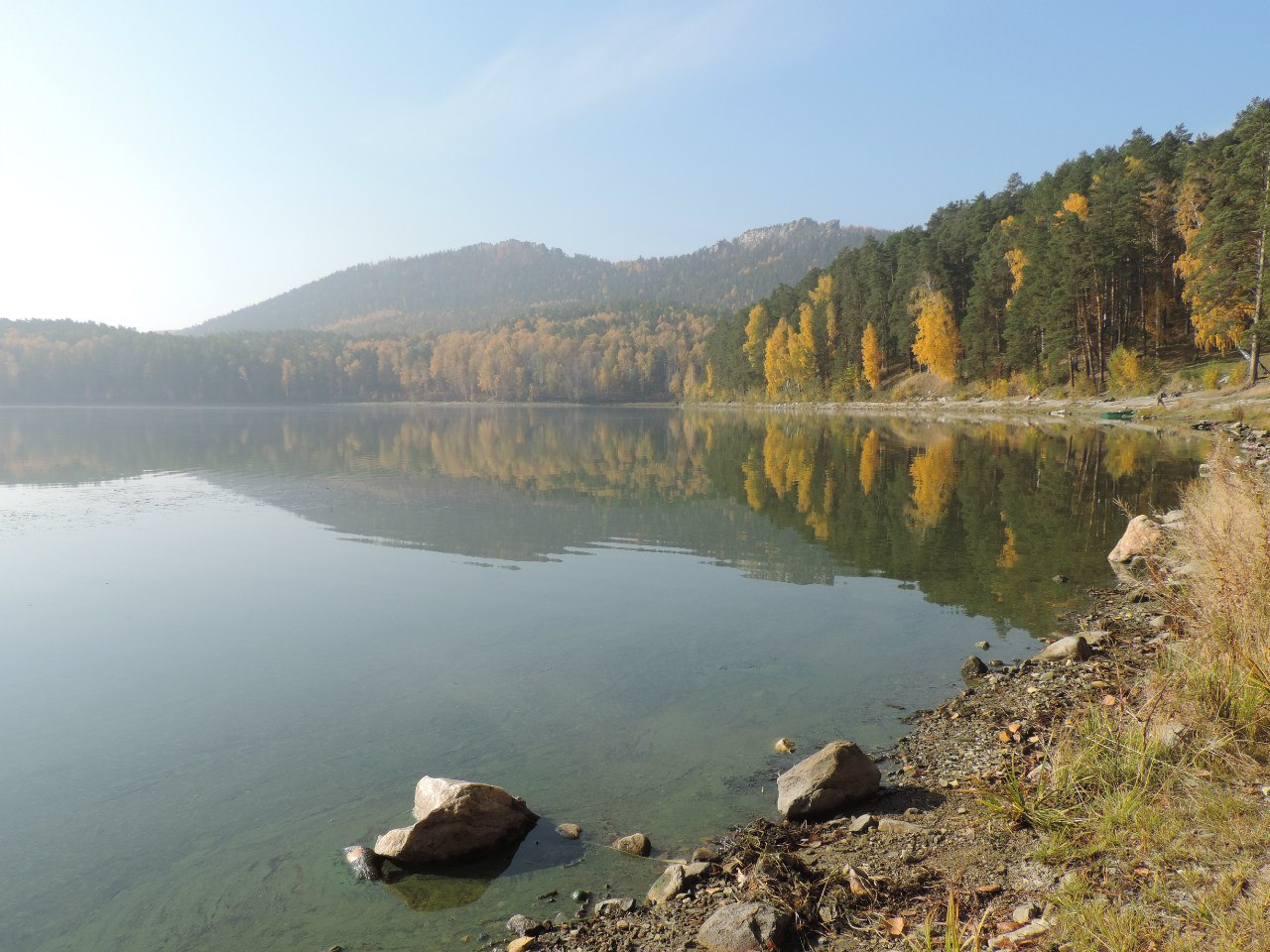
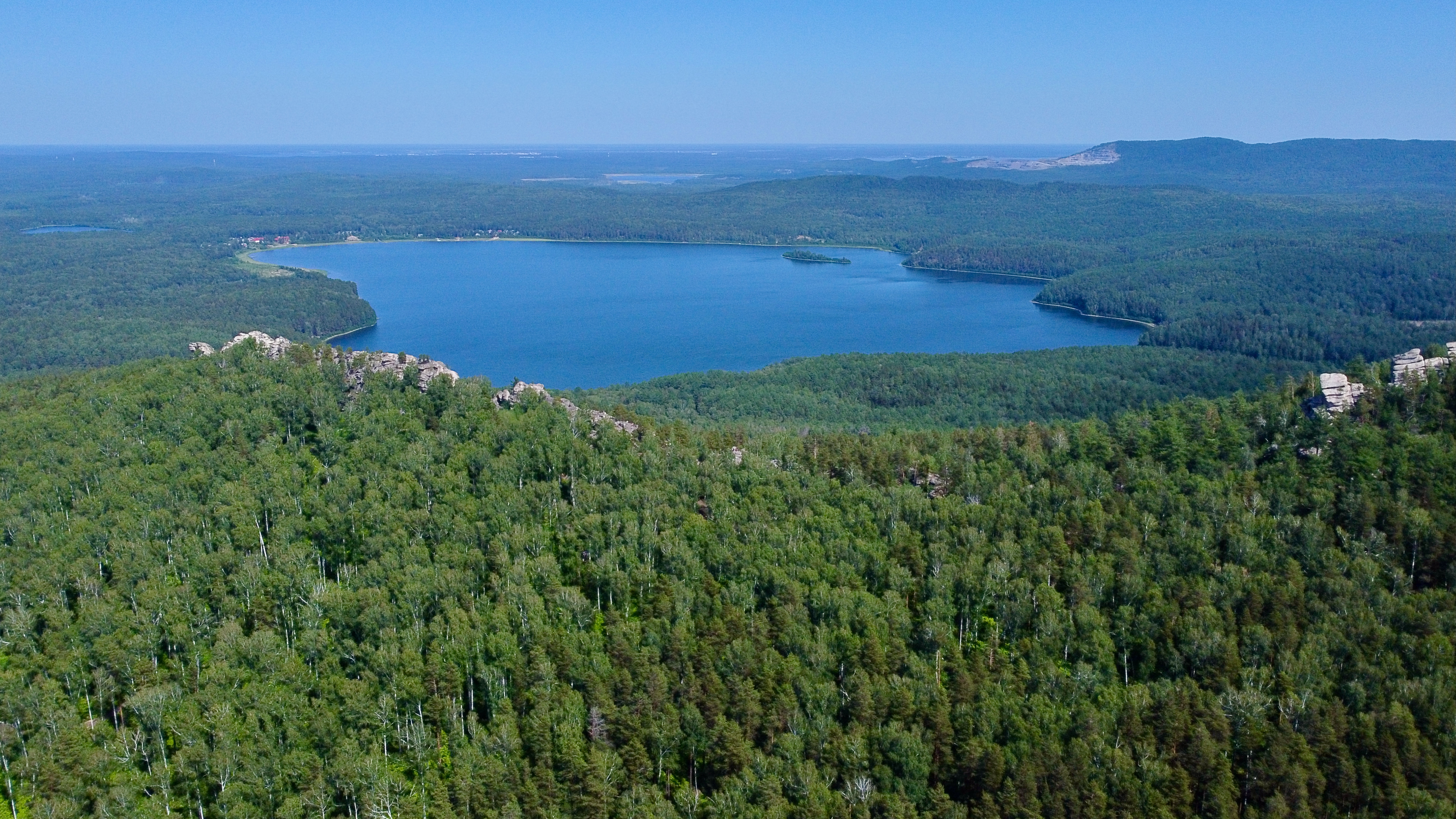
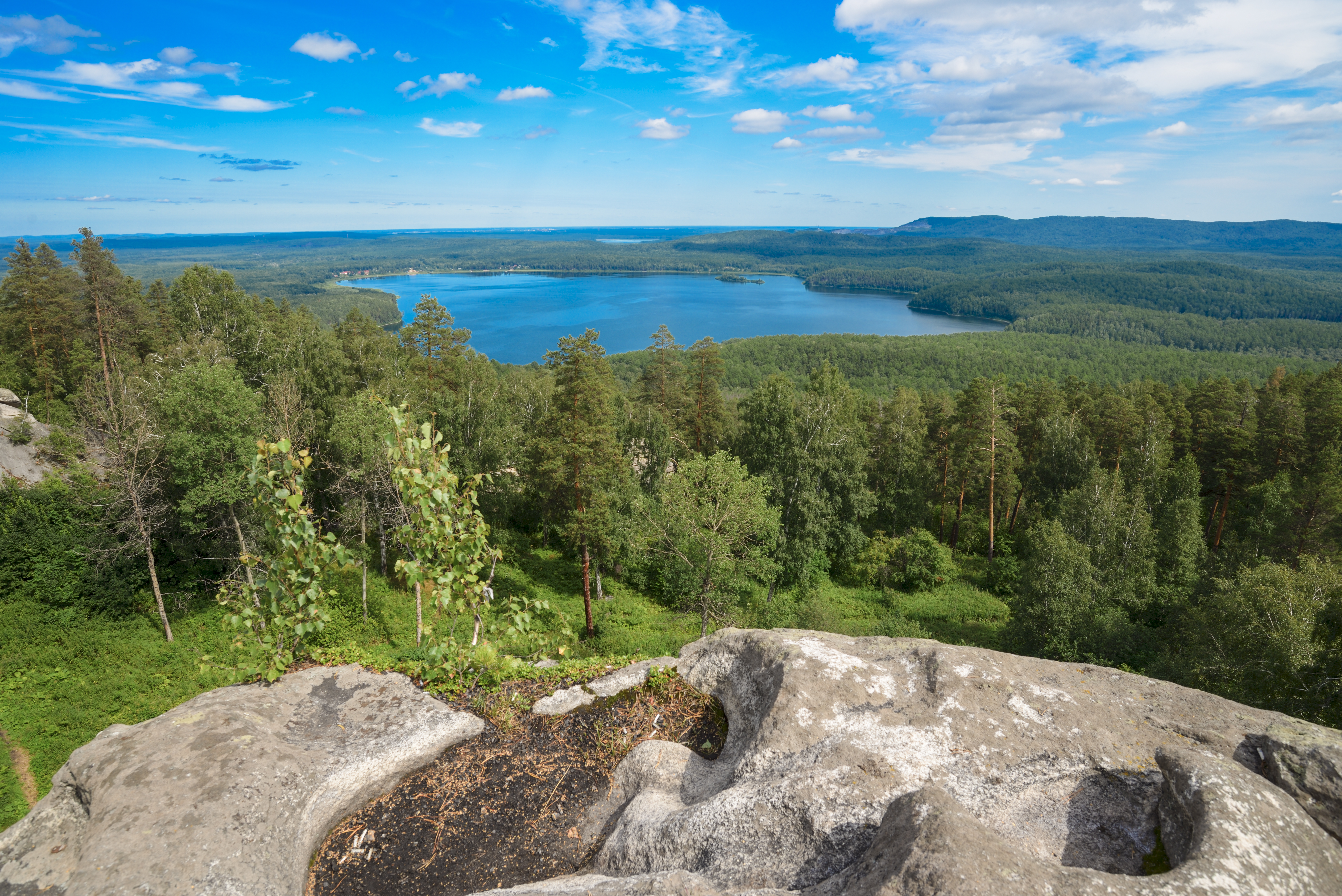
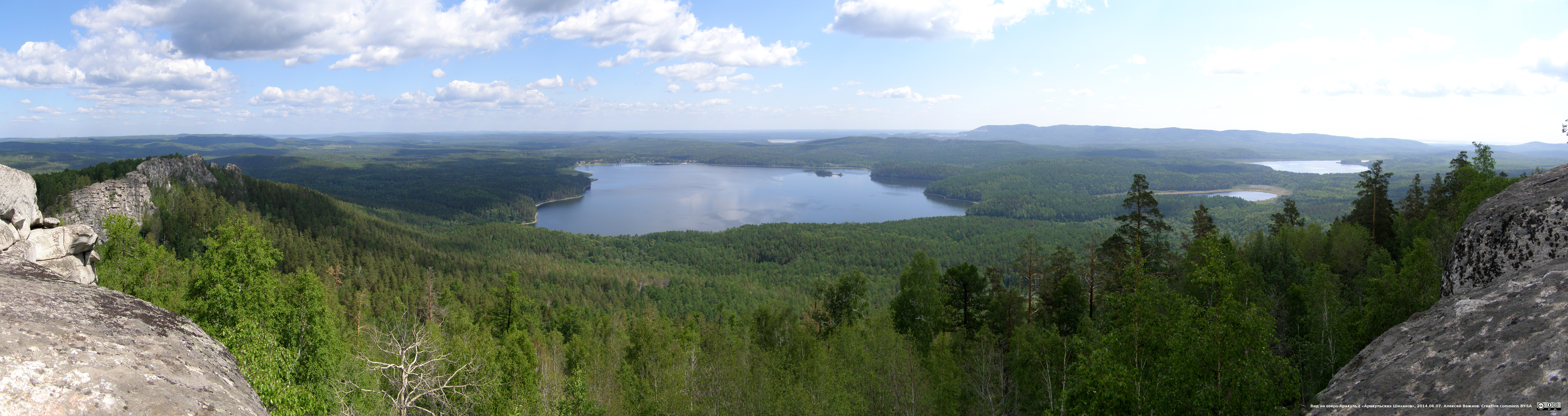

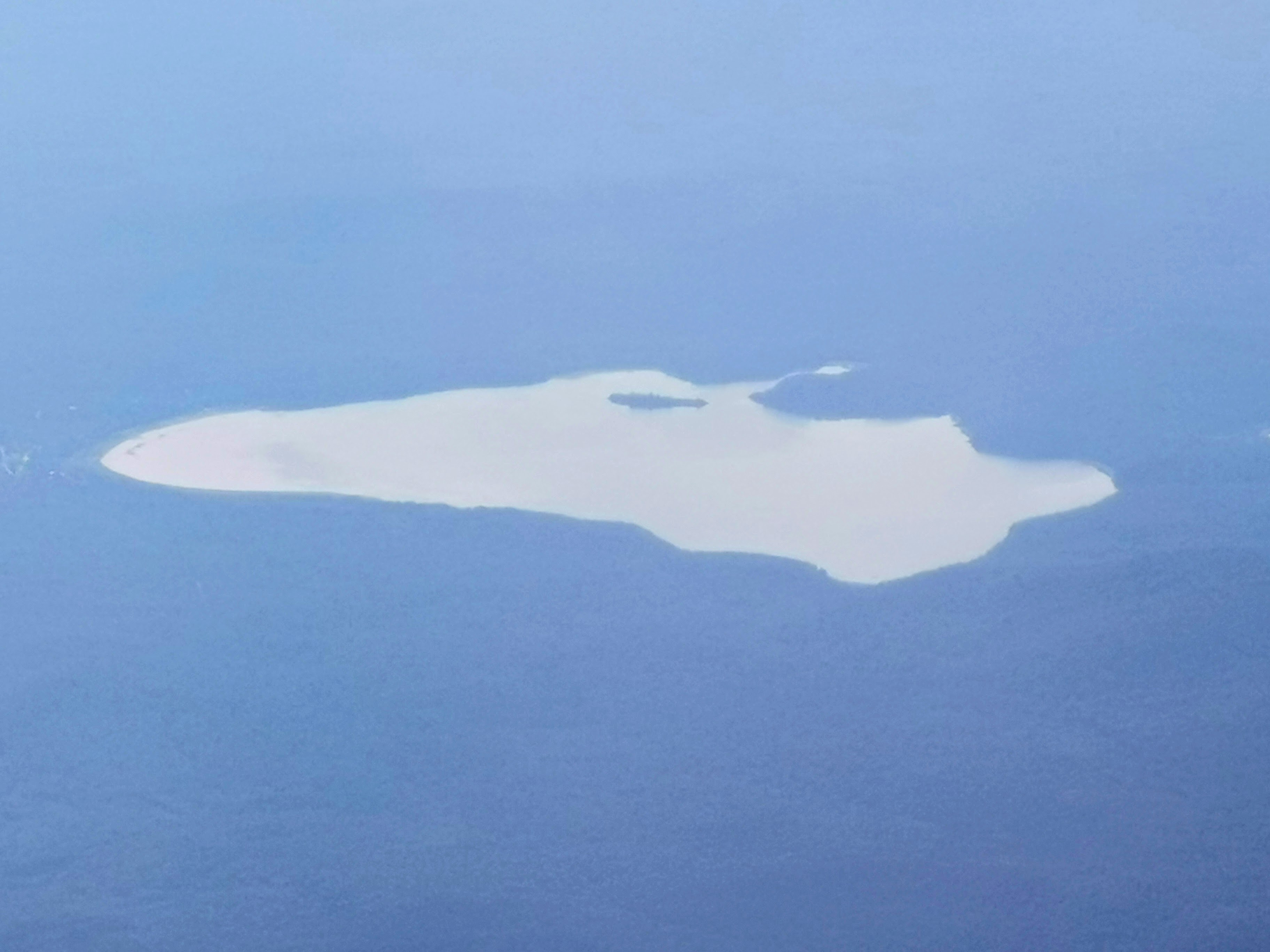
Озеро Аракуль с видом с самолета

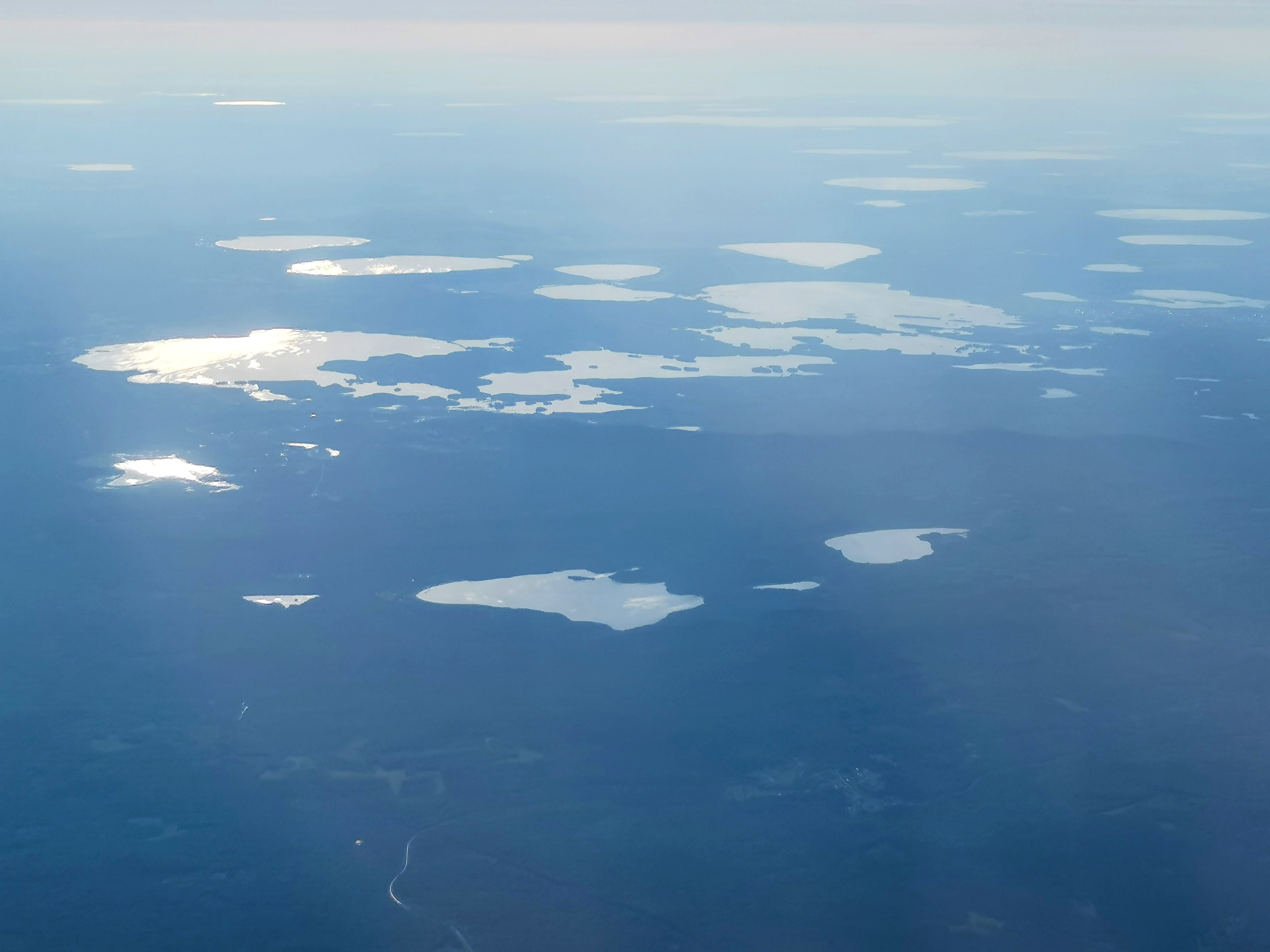
Озеро Аракуль на фоне озера Большие Касли